# Telemuseum

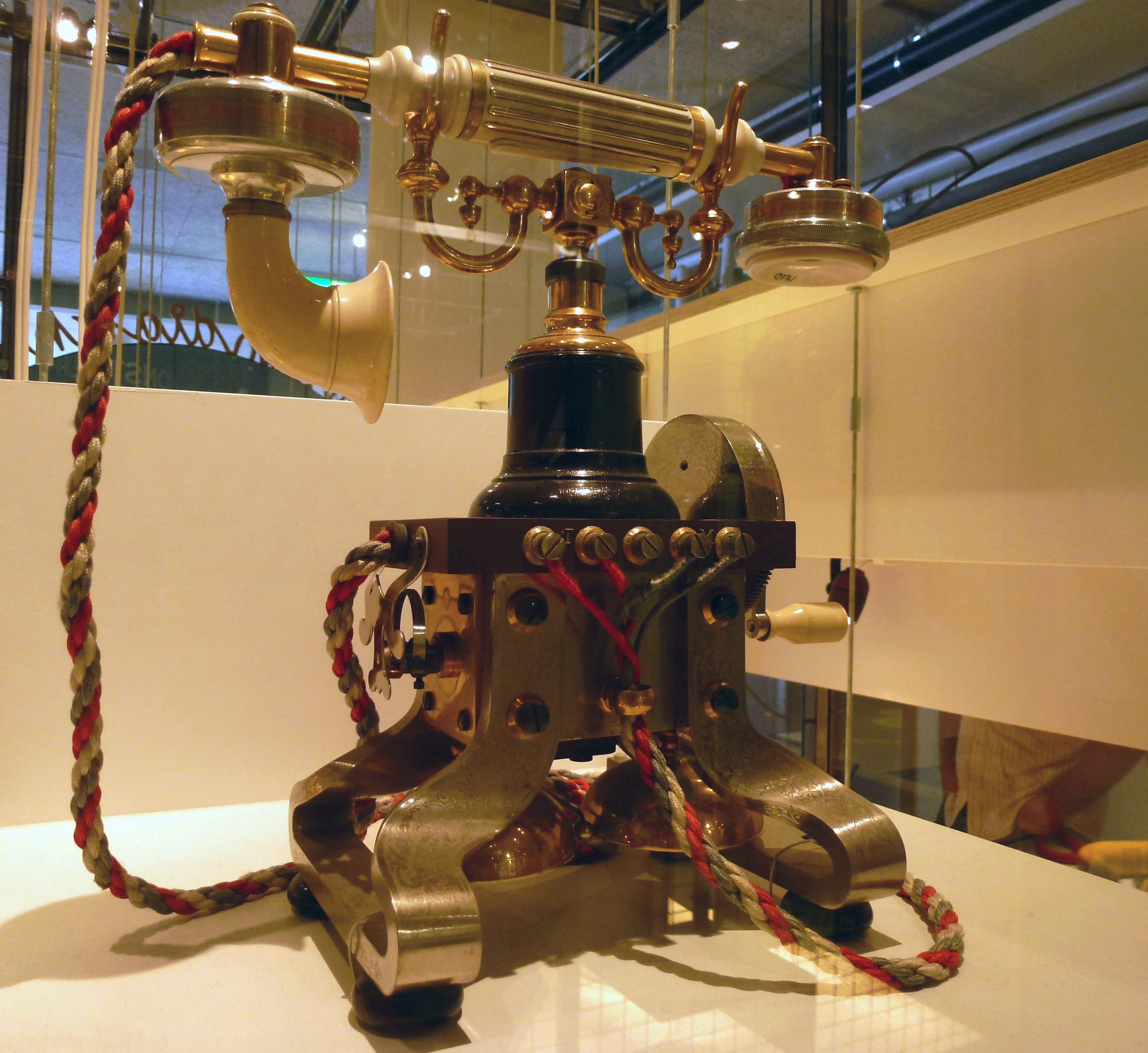
En specialutgåva av telefonmodellen Taxen tillverkad av Lars Magnus Ericsson för den ryske tsaren Nikolaj II och hans familj.

Telemuseum var ett museum i Stockholm som innehöll omfattande samlingar av framför allt äldre telegraf-, telefon- och radioutrustning.

## Historik
Museet grundades 1937 och visade bland annat samlingar från 1850-talet. Det låg först vid Karlaplan med ingång från Styrmansgatan, men på 1970-talet flyttade det in bredvid Tekniska museet i Museiparken på Gärdet.
Museet lades ned den 18 januari 2004.
Samlingarna i Telemuseum innehöll cirka 15 000 föremål. Efter nedläggningen övertogs samlingarna av Tekniska museet, men förutom cirka 250 telefoner som är utställda i Tekniska museet ligger nästan allt magasinerat.
Orsaken till att Telemuseum lades ned var avregleringen av telekommunikationerna i Sverige. När Telia inte längre hade monopol på telefonnätet ansåg företaget att det inte var skyldigt att ensamt bekosta driften av Telemuseum.

## Museibyggnaden på Gärdet
Efter att Televerket inlett ett samarbete med stiftelsen Tekniska museet om att driva Telemuseum flyttade samlingar och utställningar in i en av de kvarvarande byggnaderna (ett stall) från Livregementets dragoners garnison. Den omfattande ombyggnaden med källare för föremålsmagasin och två utställningsplan bekostades av Televerket. Utställningarna om telegrafi och telefoni öppnade 1975 på bottenplanet, radio och inklusive rundradio och television på övre planet 1978. Lars Magnus Ericssons minnesrum invigdes 1976. Lokalerna delades upp efter stängningen 2004 och hyrs ut till Polismuseet som öppnade 2007 i den östra delen samt i den västra till Riksidrottsmuseet från 2005 vilket återöppnade för allmänheten 2007. Kvar inom byggnaden finns även Lars Magnus Ericssons minnesrum som ingår i Tekniska museets samlingar.

## Andra telemuseer i Sverige
- År 2001 öppnades ett telemuseum i Virserum i Småland som efter att Telemuseum i Stockholm stängde 2004 heter Telemuseum.
- Söderbloms Telemuseum är en privat samling i Lund.
- Telehistoriska är en privat samling på Ljusterö i Stockholms skärgård.
- Teleseum i Enköping visar upp militär och civil telekommunikation.